# Vassy Erzsébet
Vassy Erzsébet (Arany Erzsébet) (Köröskisjenő, 1952. szeptember 28. –) erdélyi magyar művész (festő, grafikus).

## Életpályája
Tanulmányait a mezőbaji általános iskola után a nagyszalontai Arany János Gimnáziumban folytatta, majd az aradi Gépipari tervezői főiskolán szerzett gépészmérnöki diplomát. A felsőfokú diploma megszerzése után Nagyváradon az Înfrățirea szerszámgépgyárnál dolgozott gépészmérnökként.
Képzőművészettel az 1990-es évek elején kezdett el foglalkozni, először a mérnöki rajzokkal töltött évek után a szintén nagy precizitást és finom vonalvezetést igénylő grafikákkal. Témái az erdélyi magyar építészeti emlékek, ezen belül kiemelten a kalotaszegi magyar fatemplomok és az erdélyi magyar famegmunkáló művészet motívumai.
A 90-es évek közepétől munkáiban megjelennek a pasztell festmények, későbbi munkáiban már ezek dominálnak. A festmények központi témája a természet, az erdélyi tájak, a fák, a kövek. Későbbi munkáiban ezek a természeti elemek testesítik meg az olyan absztrakt motívumokat, mint az anyaság vagy a szabadság.
A művésznő jelenleg is Nagyváradon él és dolgozik.

## Díjak, kiállítások, szervezeti tagságok

### Díjak
- Árpád díj, 2003 (Erdőháti napok alkalmából)
- Zalai Nemzetközi Művésztelep Különdíja, 2007

### Egyéni kiállítások
- 1993 Templomaink - Nagyvárad, Tibor Ernő galéria. Azonos címmel albuma is megjelent
- 1995 Nagyvárad - Ady Endre líceum
- 1995 Vaja - Vay Ádám Múzeum
- 1996 Nagyvárad - Tibor Ernő galéria
- 1996 Temesvár
- 1996 Mihályfalva
- 1997 Békéscsaba
- 1997 Nagyvárad - Ady Endre líceum (Grafikák Nagyváradról album)
- 1998 Budapest - Művészetbarátok galériája
- 1998 Dunaújváros
- 1998 Nagyszalonta - Templomgaléria
- 1999 Nagyvárad - Lórántffy Zsuzsánna Egyházközpont
- 1999 Nagyvárad - Képzőművészeti Alap
- 2001 Nagybánya - Újvárosi Egyházközpont
- 2002 Nagyvárad - Lórántffy Zsuzsánna Egyházközpont
- 2003 Mezőbaj - Erdély
- 2003 Nagybánya - Magyarház
- 2004 Nagyvárad - Rogeriuszi Református Egyházközpont
- 2004 Nagyvárad - Lórántffy Zsuzsánna Egyházközpont
- 2005 Nagyvárad - Rogeriuszi Református Egyházközpont
- 2005 Nagyvárad - Partiumi Keresztény Egyetem
- 2006 Nagyvárad - Szigligeti Színház
- 2006 Kolozsvár - Gy. Szabó Béla Galéria
- 2007 Budapest - Magyarok Háza
- 2008 Nagyvárad - Rogeriuszi Református Egyházközpont
- 2008 Nagyvárad - Képzőművészeti Alap Vizuális Galéria

### Szervezeti tagság
- Nagyváradi Képzőművészeti Alap
- Partiumi Magyar Művelődési Céh
- Pasztellfestők Egyesülete Debrecen
- Művészet és Barátai